# Packard One-Twenty
La One-Twenty, conosciuta anche come One Twenty o 120, era una gamma di automobili prodotte dalla Packard a partire dal 1935 al 1942. Negli anni 1938 e 1942 la vettura era venduta con la denominazione di Packard Eight.

## Storia
La One-Twenty è una delle vetture più importanti nella storia della Packard. Questa vettura segna l'ingresso della Casa nel mercato delle vetture di fascia media dotate di motore 8 cilindri in linea.
Questa scelta all'epoca fu criticata in quanto la Packard era famosa per le sue vetture di lusso. Erano però gli anni della Grande depressione e per sopravvivere la Casa non aveva altra scelta. I vertici della Packard presero in considerazione anche la possibilità di vendere queste vetture sotto un altro marchio. Alla fine però gli investimenti necessari alla creazione e diffusione di un nuovo marchio erano pari a quelli della creazione di una nuova linea di produzione e pertanto l'ipotesi venne accantonata. Inoltre utilizzando il marchio originale la vettura poteva arrivare velocemente sul mercato, utilizzando la rete vendita già esistente, ed avrebbe offerto la possibilità agli acquirenti di possedere una vera Packard. I fatti daranno ragione alla scelta della società e alla fine saranno 175.027 le unità prodotte.

### 1935 - 1937

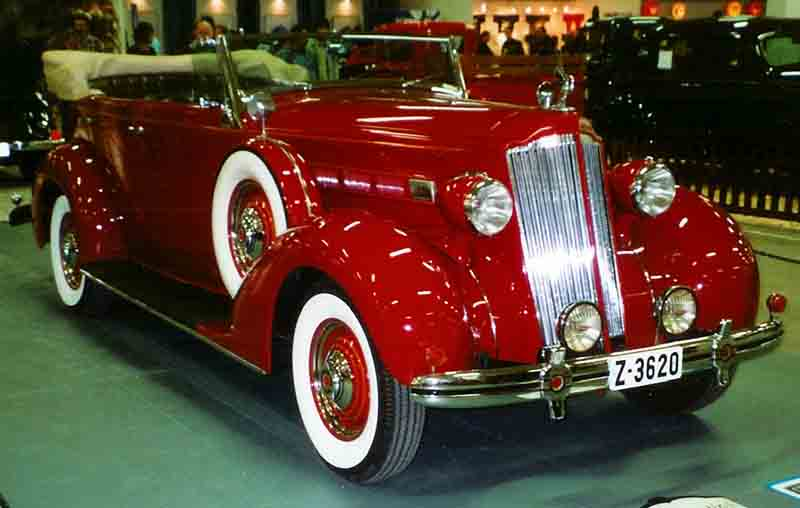
Una 120-B Convertible Sedan del 1936

La One-Twenty venne presentata nel gennaio del 1935. Era disponibile con molte carrozzerie: berlina due e quattro porte, Club coupé o decappottabile. Il motore forniva 110 hp (82 kW) a 3.500 giri al minuto. Il prezzo di acquisto era compreso tra i 980 dollari della versione coupé tre posti e i 1.095 dollari della versione Touring Sedan.
La vettura riscosse un immediato successo e furono 24.995 le One Twenty vendute. Nello stesso anno il totale delle vendite di tutti gli altri modelli prodotti dalla Packard fu di 7.000 esemplari.
L'anno successivo la cilindrata del motore venne aumentata e la potenza disponibile salì a 120 hp (89 kW). crebbe anche al velocità massima che ora toccava i 137 km/h (85 miglia orarie).
Venne introdotto un modello quattro porte convertible che divenne, con i suoi 1.395 dollari, il più costoso della gamma. Nel 1936, anno record per le vendite di questo modello, saranno 55.042 le One-Twenty prodotte.
Nel 1937 venne introdotta la Packard Six, che diveniva il nuovo modello di ingresso alla gamma Packard. Pertanto la One-Twenty diveniva un modello di fascia più elevata e diventò disponibile in due allestimenti C e CD. Altre novità furono l'introduzione di una station wagon con carrozzeria in legno e di un modello Limousine. Questa versione aveva un interasse di 350 cm (189 pollici) con un prezzo di acquisto inferiore ai 2.000 dollari. Il model year 1937 venne presentato nel settembre del 1936 e venne prodotto in 50.100 esemplari.
Nel 1938 la One-Twenty assunse la denominazione di Packard Eight.

### 1939 - 1941

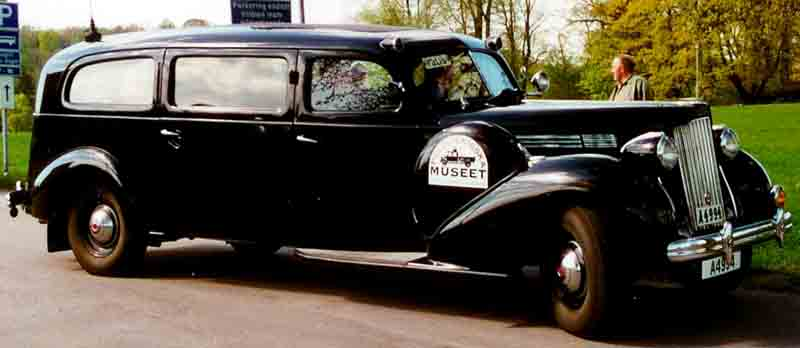
Una Packard One-Twenty della Polizia (1939)

Nel 1939 la vettura tornò alla denominazione di One-Twenty. Continuò ad essere offerta in una vasta gamma di varsioni dalla coupé alla Touring Limousine. I prezzi variavano dai 1.099 dollari fino ad un massimo di 1.856 per le versioni più prestigiose. Presentato nel settembre del 1938, il modello per il 1939 era dotato di cambio al volante e non più di quello a colonna. Nel furono vendute 17.647, discreto risultato se si tiene presente che fu un anno caratterizzato da una recessione economica.
Il model year 1940 venne presentato nell'agosto del 1939. Venne aggiunta alla gamma delle carrozzerie disponibili una semi-decappottabile realizzata da Howard Dutch Darrin. e vendite di questo modello assommarono a 28.138 esemplari.
Nell'ultimo anno di produzione come One-Twenty la gamma delle carrozzerie disponibili era stata ridotta a pochi modelli: Business coupé, Club coupé, berlina decappottabile e in due allestimenti station wagon. La produzione fu di 17.100 esemplari.
L'anno successivo, e vero ultimo anno del modello, la vettura ritornò alla denominazione di Packard Eight.